# لی یو
 لی یو (به چینی: 李跃) (زاده ۱۹۵۳) کارآفرین، بانکدار و مدیر ارشد اجرایی چینی است، که در حال حاضر به‌عنوان مدیر عامل اجرایی شرکت چاینا موبایل فعالیت می‌کند.